# Патагонски морски лъв
Патагонски морски лъв (Otaria flavescens) е ушат тюлен, разпространен по Южноамериканското крайбрежие на Тихия и Атлантическия океян.

## Физическа характеристика
Мъжките притежават добре развита грива и са с тегло два пъти надвишаващо това на женските. Представителите на двата пола са с тъмнокафява кожа отгоре и светлокафява до жълтокафява кожа отдолу. Малките се раждат черни или тъмно кафяви. Размерът и теглото на патагонските морски лъвове може да варира много. Възрастните мъжки могат да растат над 2,73 m в дължина и да достигат тегло до 350 kg. Възрастните женски нарастват до 1,8 – 2 m и тежат около 150 kg.

## Разпространение
Както говори наименованието му, Патагонският морски лъв се среща главно по южните брегове на Южна Америка. Крайните точки на неговия обхват на север са до градчето Зоритос в северно Перу на Тихия океан и скалистото островче Лос Лобос в Уругвай на Атлантическия океан. Едни от най-големите колонии на вида се срещат на остров Лос Лобос и Кабо Полонио (Уругвай), Фолкландските острови, полуостров Валдес и протока Бигъл. Наблюдавани са екземпляри по-насевир макар че никога не се размножават там.
Патагонските морски лъвове предпочитат песъчливи морски брегове, макар че обитават и каменисти и чакълени брегове.

## Начин на живот и хранене
Патагонските морски лъвове се хранят с различни видове риба. Те ядат и различни видове главоноги, основно калмари и октоподи. Наблюдавани са да ловуват и млади пингвини. Ловуват в плитки води. Жертва са на косатки и акули.

## Размножаване
Чифтосването се извършва в периода между август и декември, а малките се раждат между декември и февруари. Групите са съставени до 18 женски с по един до няколко мъжки. Мъжките пречат на женските да напуснат групата докато не завърши периодът на чифтосването и най – вече друг мъжки да не му вземе нито една партньорка (Интересно е да се отбележи, че мъжките екземпляри заети с тази си задача от 2 до 3 месеца почти не спят и не ядат). По време на размножителния период се наблюдават битки за женски с мъжкари, опитващи се да се натрапят в групата отвън, които често свършват с тежки наранявания. Освен това мъжките който нямат харем, често отвличат малките, (навярно за да привлекат вниманието на женските) и ги нараняват или убиват.